# Nouha Dicko
Pour les articles homonymes, voir Dicko.
Nouha Dicko, né le 14 mai 1992 à Saint-Maurice, est un footballeur international malien qui possède également la nationalité française. Il évolue au poste d'attaquant au Paris FC.

## Biographie

### Les débuts
Il naît dans une famille originaire du Mali (plus précisément du Cercle de Yélimané) et commence le football à l'âge de six ans à la Jeanne d’Arc de Maisons-Alfort. Il reste six ans dans ce club avant de signer dans l'équipe des moins de 13 ans de l'US Créteil-Lusitanos. À l'automne 2006, il effectue un essai au RC Strasbourg qui s'avère concluant puisqu'il signe un contrat de trois ans comme aspirant lors du printemps 2007.

### Strasbourg
Sa première saison à Strasbourg est gâchée par de nombreuses blessures dont une fracture de la malléole externe gauche qui l'éloigne quatre mois des terrains. Lors de la saison 2008-2009, il inscrit 7 buts avec les moins de 16 ans. La saison suivante, il débute avec l'équipe réserve qui évolue en CFA le 26 septembre 2009, à l'occasion de la 8e journée de championnat contre l'Entente Sannois Saint-Gratien et marque un but lors de la victoire 2-0 de son équipe. Durant cette saison, il joue 18 matchs de CFA pour 4 buts marqués (dont 3 lors des 4 dernières journées) mais ne peut éviter la relégation de la réserve en CFA 2. Cette saison s'achève par la victoire de son équipe en Coupe d'Alsace.
En 2010-2011, il commence la saison en CFA2 avec la réserve par deux buts en deux matchs. Le 28 septembre 2010, il fait sa première apparition en équipe première (qui évolue en National en entrant en jeu lors du match Strasbourg-Stade plabennécois pour le compte de la 10e journée. Il joue ensuite trois fois pour l'équipe première en octobre. Il retourne alors dans la réserve (où il totalise 24 matchs pour 8 buts) qui finit en tête de sa poule en fin de saison. 
Strasbourg qui est en difficulté financière doit laisser partir ses joueurs. Il est alors tout proche de signer à Lens mais cela ne se fait pas puisque Strasbourg demande « des indemnités un peu trop élevées par rapport à [son] niveau ». En août, il effectue un essai avec le club anglais du Wigan Athletic qui évolue en Premier League qui s'avère concluant. Après avoir demandé la résiliation de son contrat à Strasbourg, il paraphe un contrat de trois ans à Wigan.

### Angleterre
Il débute avec Wigan le 13 septembre 2011, lors du deuxième tour de la coupe de la ligue où il entre en jeu à la 86e minute mais il ne peut éviter la défaite de son équipe 2-1 à Crystal Palace,. Le 27 janvier 2012, il est prêté à Blackpool, club qui évolue en Championship jusqu'à la fin de la saison. Dès le lendemain, il fait ses débuts en entrant en jeu lors du match de coupe d'Angleterre contre Sheffield Wednesday. La semaine suivante, il est titulaire en championnat lors de la victoire 3-1 de son équipe à Cardiff City. Le 14 février, il marque son premier but pour Blackpool lors de la victoire 3-1 de son équipe à Doncaster.
Il participe au bon parcours de son équipe (10 matchs de championnat pour 4 buts) qui se qualifie pour la finale des barrages de montée.  Il participe aux barrages de montée en Premier League où il entre en jeu lors des trois matchs mais Blackpool perd en finale contre West Ham United. 
En 2012-2013, il est prêté le 17 août toute la saison à Blackpool où il se contente d'un rôle de remplaçant (22 matchs mais seulement 2 titularisations pour 5 buts). Le 3 janvier 2013, Wigan met un terme à son prêt. Il joue alors trois matchs de coupe d'Angleterre. Le 28 mars 2013, il est prêté aux Wolverhampton Wanderers qui luttent pour leur maintien en Championship. Il débute le 1er avril en entrant en jeu lors de la victoire 3-2 de son équipe à Birmingham City. Il inscrit son seul but durant son prêt le 27 avril lors de l'avant-dernier match de la saison lors de la défaite 1-2 face à Burnley. Il est titulaire lors du dernier match disputé à Brighton mais son équipe perd et les Wolves sont relégués en League One. Il aura disputé 4 matchs (pour 1 titularisation) et 1 but lors de ce prêt.
Lors de la saison 2013-2014, il entre en jeu lors du Community Shield perdu 2-0 face à Manchester United. Il dispute trois autres matchs au cours du début de saison dont deux de Ligue Europa. Le 20 novembre 2013, il est prêté à Rotherham United club de League One initialement jusqu'au 11 janvier 2014. Dicko dispute son premier match avec Rotherham le 23 novembre en entrant en jeu face à Carlisle United. Lors des matchs suivants, il est titularisé et marque systématiquement. Son bilan à Rotherham est de 6 buts marqués en 6 matchs dont deux pour son dernier match disputé face à Wolverhampton le 21 décembre. Son prêt s'arrête finalement le 23 décembre puisque Wigan doit faire face à plusieurs blessures dans le domaine offensif. Il rejoue pour Wigan le 4 janvier 2014, lors d'un match de FA Cup face à Milton Keynes Dons. C'est son dernier match pour ce club où il n'aura joué que 9 matchs, puisqu'il signe le 13 janvier 2014 à Wolverhampton pour 300 000 £. Il est titularisé dès le match suivant face à Bristol City, où il marque deux buts et contribue ainsi à la victoire 3-1 des Wolves. Avec Wolverhampton, il marque 13 buts en 19 matchs dont son premier triplé professionnel le 18 avril 2014 face à Rotherham United (victoire 6-4). Son équipe gagne le championnat et accède ainsi au Championship.
Le 29 août 2017, il rejoint Hull City .

### Sélection nationale
Nouha Dicko est appelé en mai 2014 par la sélection malienne. Il honore sa première sélection le 25 mai 2014 contre la Guinée.

## Palmarès
- Vainqueur de la League One : 2014
- Vainqueur du Championnat de CFA 2 (groupe C) : 2011
- Vainqueur de la Coupe d'Alsace : 2010
- Finaliste du Community Shield : 2013

## Statistiques
| Saison                | Club                           | Championnat           | Championnat | Championnat | Coupe nationale | Coupe nationale | Coupe de la Ligue | Coupe de la Ligue | Compétition(s) continentale(s) | Compétition(s) continentale(s) | Compétition(s) continentale(s) | Community Shield | Community Shield | Football League Trophy | Football League Trophy | Play-offs | Play-offs | Mali | Mali | Total | Total |
| Saison                | Club                           | Division              | M.          | B.          | M.              | B.              | M.                | B.                | Comp.                          | M.                             | B.                             | M.               | B.               | M.                     | B.                     | M.        | B.        | M.   | B.   | M.    | B.    |
| 2010-2011             | RC Strasbourg                  | National (D3)         | 3           | 0           | 1               | 0               | -                 | -                 | -                              | -                              | -                              | -                | -                | -                      | -                      | -         | -         | -    | -    | 4     | 0     |
| 2011-2012             | Wigan Athletic                 | Premier League        | -           | -           | -               | -               | 1                 | 0                 | -                              | -                              | -                              | -                | -                | -                      | -                      | -         | -         | -    | -    | 1     | 0     |
| 2012                  | Blackpool (prêt)               | Championship (D2)     | 10          | 4           | 3               | 0               | -                 | -                 | -                              | -                              | -                              | -                | -                | -                      | -                      | 3         | 0         | -    | -    | 16    | 4     |
| 2012-2013             | Blackpool (prêt)               | Championship (D2)     | 22          | 5           | -               | -               | -                 | -                 | -                              | -                              | -                              | -                | -                | -                      | -                      | -         | -         | -    | -    | 22    | 5     |
| 2013                  | Wigan Athletic                 | Premier League        | -           | -           | 3               | 0               | -                 | -                 | -                              | -                              | -                              | -                | -                | -                      | -                      | -         | -         | -    | -    | 3     | 0     |
| 2013                  | Wolverhampton Wanderers (prêt) | Championship (D2)     | 4           | 1           | -               | -               | -                 | -                 | -                              | -                              | -                              | -                | -                | -                      | -                      | -         | -         | -    | -    | 4     | 1     |
| 2013-2014             | Wigan Athletic                 | Championship (D2)     | -           | -           | 1               | 0               | 1                 | 0                 | C3                             | 2                              | 0                              | 1                | 0                | -                      | -                      | -         | -         | -    | -    | 5     | 0     |
| 2013                  | Rotherham United (prêt)        | League One (D3)       | 5           | 5           | -               | -               | -                 | -                 | -                              | -                              | -                              | -                | -                | 1                      | 1                      | -         | -         | -    | -    | 6     | 6     |
| 2014                  | Wolverhampton Wanderers        | League One (D3)       | 19          | 13          | -               | -               | -                 | -                 | -                              | -                              | -                              | -                | -                | -                      | -                      | -         | -         | 2    | 0    | 21    | 13    |
| 2014-2015             | Wolverhampton Wanderers        | Championship (D2)     | 37          | 14          | 2               | 0               | 1                 | 1                 | -                              | -                              | -                              | -                | -                | -                      | -                      | -         | -         | -    | -    | 40    | 15    |
| 2015-2016             | Wolverhampton Wanderers        | Championship (D2)     | 5           | 0           | -               | -               | 1                 | 1                 | -                              | -                              | -                              | -                | -                | -                      | -                      | -         | -         | -    | -    | 6     | 1     |
| 2016-2017             | Wolverhampton Wanderers        | Championship (D2)     | 30          | 3           | 2               | 0               | -                 | -                 | -                              | -                              | -                              | -                | -                | -                      | -                      | -         | -         | -    | -    | 32    | 3     |
| 2017                  | Wolverhampton Wanderers        | Championship (D2)     | 5           | 1           | -               | -               | 2                 | 1                 | -                              | -                              | -                              | -                | -                | -                      | -                      | -         | -         | -    | -    | 7     | 2     |
| 2017-2018             | Hull City                      | Championship (D2)     | 29          | 4           | 2               | 1               | -                 | -                 | -                              | -                              | -                              | -                | -                | -                      | -                      | -         | -         | 1    | 0    | 32    | 5     |
| 2018-2019             | Hull City                      | Championship (D2)     | 16          | 2           | 1               | 0               | 2                 | 0                 | -                              | -                              | -                              | -                | -                | -                      | -                      | -         | -         | -    | -    | 19    | 2     |
| 2019                  | Hull City                      | Championship (D2)     | 2           | 0           | -               | -               | 2                 | 0                 | -                              | -                              | -                              | -                | -                | -                      | -                      | -         | -         | -    | -    | 4     | 0     |
| 2019-2020             | Vitesse Arnhem (prêt)          | Eredivisie (D1)       | 19          | 4           | 3               | 1               | -                 | -                 | -                              | -                              | -                              | -                | -                | -                      | -                      | -         | -         | -    | -    | 22    | 5     |
| 2020-2021             | Gaziantep FK                   | Süper Lig (D1)        | 28          | 4           | -               | -               | -                 | -                 | -                              | -                              | -                              | -                | -                | -                      | -                      | -         | -         | -    | -    | 28    | 4     |
| 2021-2022             | Gaziantep FK                   | Süper Lig (D1)        | 18          | 1           | 1               | 0               | -                 | -                 | -                              | -                              | -                              | -                | -                | -                      | -                      | -         | -         | -    | -    | 19    | 1     |
| 2022                  | Yeni Malatyaspor               | Süper Lig (D1)        | 15          | 4           | -               | -               | -                 | -                 | -                              | -                              | -                              | -                | -                | -                      | -                      | -         | -         | -    | -    | 15    | 4     |
| 2022-2023             | OFI Crète                      | Superleague (D1)      | 30          | 6           | -               | -               | -                 | -                 | -                              | -                              | -                              | -                | -                | -                      | -                      | -         | -         | -    | -    | 30    | 6     |
| 2023-2024             | OFI Crète                      | Superleague (D1)      | 17          | 3           | 3               | 0               | -                 | -                 | -                              | -                              | -                              | -                | -                | -                      | -                      | -         | -         | -    | -    | 20    | 3     |
| 2024                  | Paris FC                       | Ligue 2 (D2)          | 16          | 5           | -               | -               | -                 | -                 | -                              | -                              | -                              | -                | -                | -                      | -                      | 1         | 1         | -    | -    | 17    | 6     |
| 2024-2025             | Paris FC                       | Ligue 2 (D2)          | 32          | 1           | 1               | 1               | -                 | -                 | -                              | -                              | -                              | -                | -                | -                      | -                      | -         | -         | -    | -    | 33    | 2     |
| Total sur la carrière | Total sur la carrière          | Total sur la carrière | 362         | 80          | 23              | 3               | 10                | 3                 | -                              | 2                              | 0                              | 1                | 0                | 1                      | 1                      | 4         | 1         | 3    | 0    | 406   | 88    |